# Koko (Benin)
Koko ist ein Arrondissement im Departement Collines im westafrikanischen Staat Benin. Es ist eine Verwaltungseinheit, die der Gerichtsbarkeit der Kommune Bantè untersteht.

## Demografie und Verwaltung
Gemäß der Volkszählung 2013 des beninischen Statistikamtes INSAE hatte das Arrondissement 7259 Einwohner, davon waren 3579 männlich und 3680 weiblich.
Von den 49 Dörfern und Quartieren der Kommune Bantè entfallen drei auf Koko: Akpaka, Issalè und Itchocobo.